# 武文秦
武文秦（1894年8月21日—1941年8月28日）1894年生於法屬印度支那隆安省德和縣德和村，1930年5月當選印度支那共產黨德和縣軍委書記一職，1941年8月28日遭法國殖民當局處決。

## 生平
1894年8月21日武文秦誕生於隆安省德和縣德和村，他曾加入阮安寧（Nguyễn An Ninh）發起的秘密會議組織。1930年加入印度支那共產黨，且擔任德和村黨支部書記，同年5月當選德和縣軍委書記。同年6月4日參加遊行示威活動，殖民當局決定將他處死，幸好他躲過殺身之禍。
1937年擔任南圻處委書記，在嘉定省、西貢堤岸區、西南部各省一帶活動，並連續參加1937年至1939年舉行的第四至六屆中央委員會會議。不過，他在1940年4月21日被法國殖民當局捕獲。1941年8月28日他和阮氏明開（Nguyễn Thị Minh Khai）、何輝集（Hà Huy Tập）、阮文渠（Nguyễn Văn Cừ）等人一同在西貢福門被槍決。

## 家庭
- 弟弟：武文銀

## 外部連結
- （越南文）越南共產黨電子報：慶祝武文秦誕辰120周年[永久]